# 69 km (obwód kałuski)
69 km (ros. 69 км) – przystanek kolejowy w pobliżu miejscowości Malinowka, w rejonie iznoskim, w obwodzie kałuskim, w Rosji. Położony jest na linii Wiaźma – Kaługa.